# Geografía de Madagascar
Madagascar es la isla más grande del continente africano, del cual la separa el canal de Mozambique. Se encuentra rodeada íntegramente por el océano Índico.
Madagascar se originó a partir del supercontinente Gondwana. Su costa oriental se formó cuando África se separó de Gondwana hace alrededor de 165 millones de años. Más tarde, Madagascar se separó del subcontinente indio hace 65 millones de años.
Este tan largo aislamiento es la causa de la existencia en esta isla de multitud de especies únicas en el mundo, lo que se ha llamado a veces "un mundo aparte".

## Regiones geográficas

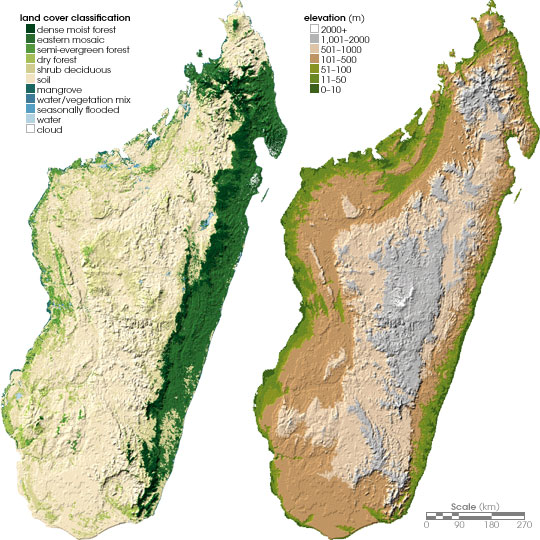
Mapa topográfico de Madagascar con la altitud a la derecha y la cobertura vegetal a la izquierda

Madagascar puede ser dividido en cinco áreas geográficas principales: la costa oriental, el macizo de  Tsaratanana, las tierras altas centrales, la costa occidental y el sudoeste. Las mayores elevaciones son paralelas a la costa oriental.

### Costa oriental
La costa oriental consiste en una estrecha franja de tierras bajas de un kilómetro de anchura, formada por suelos aluviales de sedimentación y una zona intermedia compuesta de escarpes que alternan con barrancos bordeando una empinada vertiente de 500 m que da acceso a las tierras altas. La región costera se extiende de norte a sur desde la bahía de Antongil, al sur de la península de Masoala, donde se halla el parque nacional de Masoala. La franja costera es recta, a excepción de una bahía, y tiene menos puertos naturales que el oeste de la isla.
En la parte central de la costa oriental se encuentra el canal de los Palanganes, construido en 1896 con fines comerciales transportando la arena hacia el interior de la isla, tiene unos 700 km de longitud y une Farafangana, al norte, con Tamatave, al sur, donde desemboca. Sigue paralelamente la costa y se construyó para evitar los arrecifes en la también conocida como costa de los ciclones, plagada de tiburones.

### Macizo de Tsaratanana
El macizo de Tsaratanana se encuentra en el norte de Madagascar, con una altura máxima de 2.880 m en el monte Maromokotro. En el extremo septentrional se encuentra la montaña de Ámbar (Ambohitra), de origen volcánico, donde se encuentra el parque nacional de la Montaña de Ámbar. La costa es muy irregular. La ciudad más importante es Antsiranana (antes Diego Suárez), cobijada en una bahía formada por una península que se proyecta hacia el norte y en la que se halla la población de Andranovondronina (2.400 hab). Al oeste se encuentra la isla de Nosy Be. Todo el extremo norte es rico en endemismos únicos.

### Tierras altas centrales de Madagascar
Las tierras altas del interior de la isla forman una altiplanicie que oscila entre 800 y 1800 m con una topografía variada: colinas ondulantes y erosionadas, masivos afloramientos de granito, volcanes extintos, penillanuras erosionadas y llanuras aluviales y humedales convertidos en arrozales. Se extienden entre el macizo de Tsaratanana, en el norte, y el macizo de Ivakoany, al sur. Otra característica es el descenso brusco hacia la costa oriental y más suave hacia la costa occidental. Incluye la meseta de Anjafy, con una altura media de 960 m, las formaciones volcánicas de Itasy y el macizo de Ankaratra, un volcán extinto de 2.642 m de altura. El macizo Roiniforme Isalo está en el sudoeste, entre las tierras altas y la costa occidental.
Antananarivo, la capital, se halla en la porción norte de las tierras altas centrales, a 1.276 m de altitud. Al este de la capital, se extiende un valle tectónico de norte a sur que incluye el lago Alaotra, con una longitud de 40 m, a 761 m de altitud, bordeado por un acantilado de 700 m al oeste y otro de 490 m al este. Es una zona de subsidencia que sufre frecuentes terremotos.

### Costa occidental
La costa oeste, formada por formaciones sedimentarias, es más accidentada que la oriental y ofrece numerosos puertos a salvo de los ciclones, como el puerto de Mahajanga. de ahí que haya atraído desde siempre a exploradores, comerciantes y piratas, como puente con el continente. Pero la zona está lejos de explotar todo su potencial. las llanuras aluviales entre Mahajanga y Toliara, muy fértiles, están poco habitadas y en muchos lugares domina el manglar de Madagascar, poco explorado. Hay dos campos petrolíferos en la zona central, algo separados de la costa: Tsimiroro y Bemolanga. 

### Sudoeste
El sudoeste está bordeado por el este por el macizo de Ivakoany y por el norte por el macizo de  Isalo. Incluye dos regiones: la meseta de Mahafaly y la región desértica ocupada por los tandroy.

## Suelos
Madagascar ha sido llamada la Gran Isla Roja a causa del predominio de los suelos lateríticos. La laterita predomina en las tierras altas centrales, aunque hay suelos mucho más ricos en las zonas volcánicas: Itasy, Ankaratra y Tsaratanana, en el norte. Al este se encuentra una estrecha zona de suelos aluviales y en las bocas de los ríos más grandes en la costa occidental. En el oeste, hay arcillas, arenas y calizas, y en el sur, una capa poco profunda de laterita y caliza. La deforestación ha causado una gran erosión en muchos lugares de la isla.

## Clima

Mapa Köppen de climas de Madagascar.En azul oscuro, clima ecuatorial; en azul más claro, monzónico y de sabana; en calabaza, semiárido; en verde, oceánico subtropical, más cálido hacia el este.

El clima es tropical a lo largo de la costa, templado en el interior y árido en el sur. El tiempo está dominado por los alisios que se originan en el anticiclón del océano Índico. Madagascar tiene dos estaciones, una cálida y húmeda de noviembre a abril, y una seca y fría de mayo a octubre. hay una gran variación, sin embargo, según la altitud y la posición respecto a los vientos dominantes. 
La costa oriental tiene un clima ecuatorial al estar expuesta directamente a los alisios, y las precipitaciones alcanzan los 4.000 mm en zonas altas bien situadas. El clima aquí es cálido y húmedo, presa de las fiebres tropicales y sometido a ciclones destructivos que aparecen durante la estación de las lluvias procedentes de las islas Mascareñas. En Toamasina, en la costa este, caen 3.370 mm, con 255 días de precipitación y un máximo en enero de más de 400 mm y un mínimo en septiembre de 120 mm, con más de 20 días de lluvia cada mes. las temperaturas oscilan entre los 17.oC de mínima entre julio y septiembre, y los 30.oC de máxima entre enero y marzo
Las tierras altas centrales reciben mucha menos lluvia y son más secas y frescas, pero en época de lluvias son normales las tormentas. Antananarivo, en el centro, recibe 1400 mm de lluvia entre noviembre y abril, con 136 días de lluvia de media. En época seca es soleada, con frío por las mañanas, unos 10.oC, y alguna helada en zonas altas. En época seca no pasa de 21.oC, pero en época húmeda alcanza los 28.oC al mediodía.
Solo nieva en las zonas altas del macizo de Ankaratra.  
La costa occidental es más seca, ya que los vientos han perdido la humedad al atravesar la isla. El sudoeste y el extremo meridional son semidesérticos. En Toliara caen 330-420 mm anuales. Las temperaturas oscilan entre los 14-27.oC de julio y los 23-32.oC de enero y febrero.
Ocasionalmente, aparecen ciclones importantes. El peor se presentó en 1994, el ciclón Geralda, que causó graves daños y mató a decenas de personas.
En la isla de Nosy Be, caen unos 2.100-2.200 mm anuales en 100 días de lluvia, con máximos que superan los 400 mm en enero y febrero, y mínimos de 40 mm entre julio y septiembre. No le afectan los vientos frescos del Índico, así que hace calor todo el año, entre los 18-29.oC de los meses secos y los 23-31.oC de los meses húmedos.

## Ecología

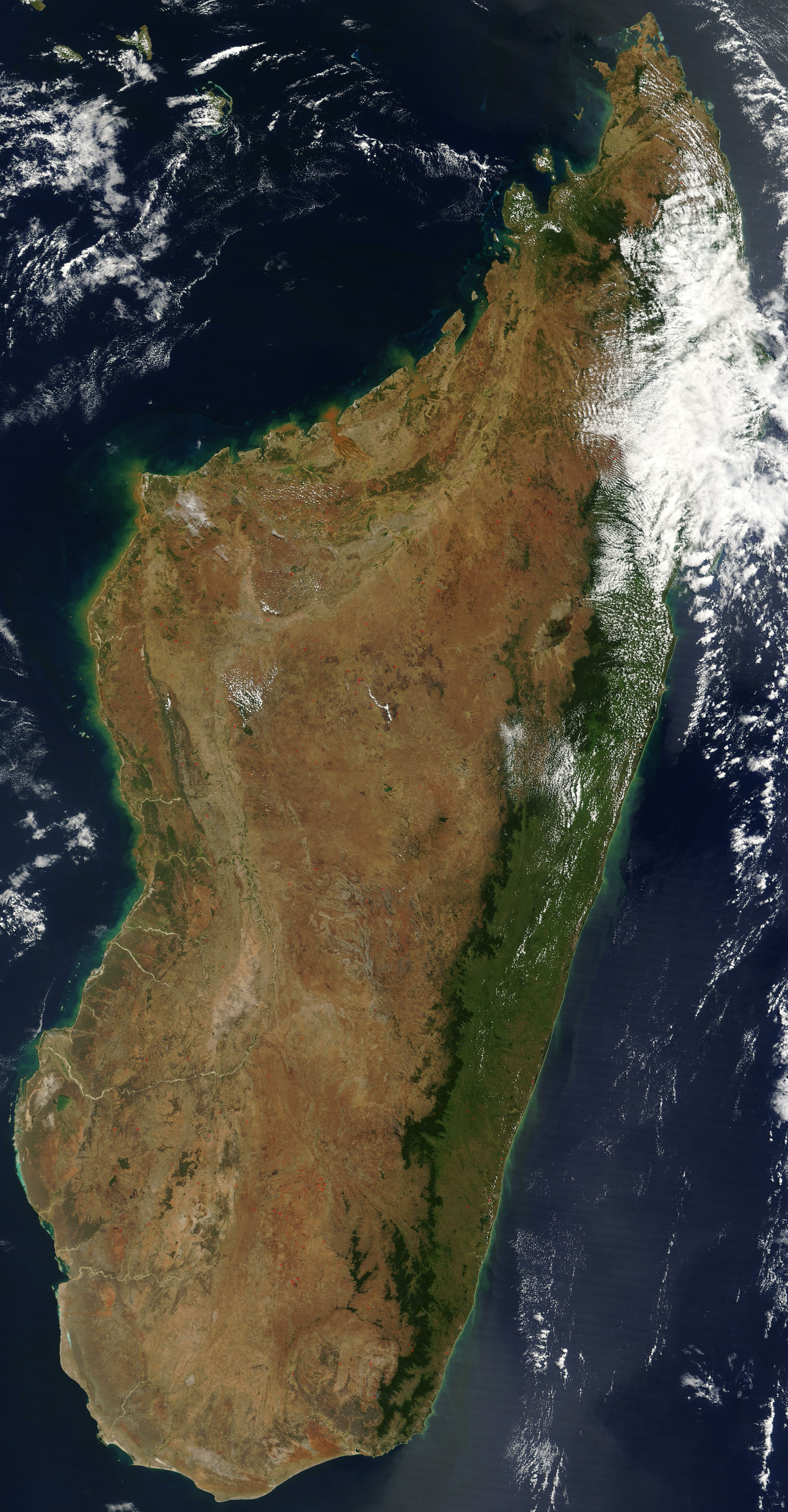
Imagen de Madagascar tomada desde un satélite en septiembre de 2003.

WWF divide la isla de Madagascar en siete ecorregiones:
- Selva subhúmeda de Madagascar, en el centro
- Selva de tierras bajas de Madagascar, en el este
- Selva seca caducifolia de Madagascar, en el noroeste
- Brezal de Madagascar, en cumbres más altas
- Matorral espinoso de Madagascar, en el sur
- Monte suculento de Madagascar, en el suroeste
- Manglar de Madagascar, en varios enclaves de la costa oeste.

Todas ellas están incluidas en la lista Global 200, agrupadas en
- Selva y brezal de Madagascar (selva subhúmeda de Madagascar, selva de tierras bajas de Madagascar y brezal de Madagascar)
- Selva seca caducifolia de Madagascar
- Matorral de Madagascar (matorral espinoso de Madagascar y monte suculento de Madagascar)
- Manglar de Madagascar.

## Fauna y flora

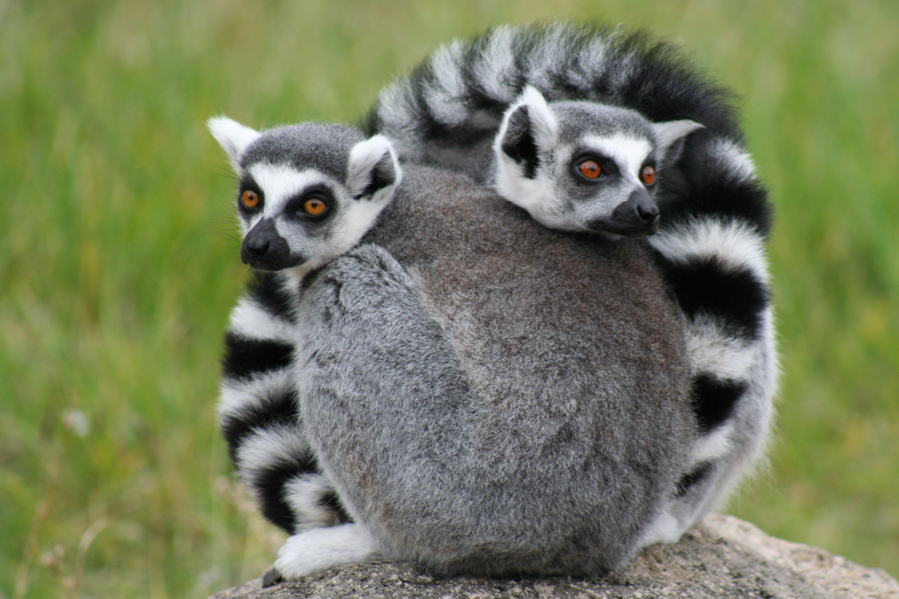
El lémur de cola anillada es una de las cien subespecies de lémur que se encuentran solo en Madagascar.

Madagascar tiene una de las faunas más variadas y especiales del mundo con muchos animales endémicos como los lémures, la tortuga radiada, la tortuga angonoka, la tortuga colaplana y la tortuga araña. Ha sido descrita como un mundo aparte por la rareza de sus especies, que podrían deberse a que la isla formó parte de Gondwana y desde entonces ha permanecido aislada.
Debido al aislamiento, las especies han evolucionado de manera independiente de sus ancestros. Por ejemplo, en la isla hay una clase de orquídea como en  otros lugares del mundo, pero hay una diferencia, la especie de mariposa encargada de comerse el néctar y de esta forma asegurar la reproducción de esa planta no está presente en la isla de Madagascar. ¿Cómo hizo la orquídea para sobrevivir?. Unos científicos se formularon esa pregunta y se pusieron a investigar. Su conclusión final fue que la orquídea había adaptado su estructura exterior a un pájaro muy común en la isla, haciendo el conducto más corto ya que el pico del pájaro no era tan largo como la trompa de una mariposa. De esa forma, esta orquídea evolucionó a una nueva rama de orquídeas dentro de la familia a la cual pertenecía. En cuestión de anfibios, esta población está constituida casi completamente por ranas; 99% de las 373 especies son endémicas, incluyendo la rana Mantella cowanii, especie en peligro crítico que sólo se halla en el altiplano central.
En Madagascar no hay los grandes mamíferos africanos, tampoco las serpientes venenosas. En otro tiempo, la isla estuvo completamente cubierta de bosques, pero la roza y quema para extender los cultivos ha desnudado gran parte de las tierras altas. El bosque lluvioso tropical se conserva en las altas colinas del eje norte-sur que bordea la costa oriental, desde el macizo Tsaratanana hasta Tolagnaro. Al este también, y en el norte, se encuentra un bosque secundario formado por el árbol del viajero, palmeras Raphia y baobabs. En las tierras altas y la costa occidental predomina la estepa o la sabana, y los herbazales cubren las zonas donde no ha quedado expuesto el suelo laterítico. En el sudoeste, la vegetación se ha adaptado a las condiciones semidesérticas.
El bosque húmedo original contiene un gran número de especies endémicas, por ejemplo, unas 900 especies de orquídeas. En la costa crecen plátanos, mangos, cocoteros y vainilla (Madagascar produce el 80 por ciento de la vainilla mundial), además de otras especies tropicales. El eucalipto, traído de Australia, está expandiéndose.
Las madera y el carbón vegetal siguen siendo el combustible del 80 por ciento de los hogares. Por esta causa, la pérdida de bosques es constante. Hace muchos años se lanzan planes periódicos para reforestar el país. En Madagascar hay unas 200.000 especies de plantas y animales únicos en el mundo, pero el 90 por ciento del bosque original ha sido destruido. No solo se plantan pinos y eucaliptos en las montañas, sino que se reforestan también los manglares con especies caducas.

## Áreas protegidas de Madagascar

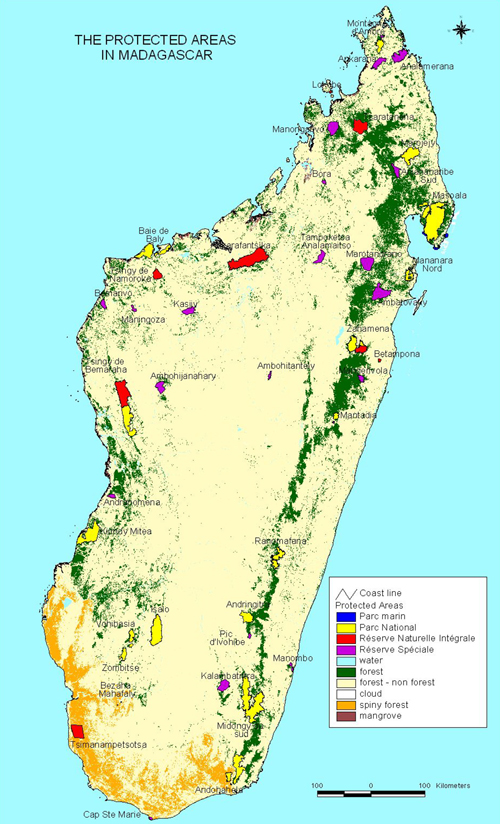
Áreas protegidas de Madagascar. En verde, lo que queda de bosque; en amarillo, los parques nacionales; en rojo, las reservas naturales integrales; en lila, las reservas especiales; en marrón claro, al sur, bosque espinoso, y en marrón oscuro, en el noroeste, manglares.

En Madagascar, según la IUCN, en 2021, había 171 áreas protegidas, que ocupan una superficie de 44.521 km², el 7,49% de la superficie del país, además de 11.018 km² de áreas marinas, el 0,91% de los 1.205.825 km² que pertenecen a Madagascar. De estas, 71 son parques nacionales, 1 es un parque natural (Makira, 7224 km²), 1 es un área marina protegida (Soariake, 450 km²), 2 son reservas naturales estrictas, 21 son reservas especiales, 27 son áreas marinas gestionadas localmente, 1 es una reserva de caza, 2 son reservas de recursos naturales y 5 son áreas protegidas nuevas.
Como designaciones internacionales, 2 lugares están catalogadas como patrimonio de la humanidad, 19 son sitios Ramsar y 3 reservas de la biosfera de la UNESCO.
La organización Ramsar para la protección de las aves tiene catalogados en Madagascar 21 sitios Ramsar considerados humedales de importancia internacional, que ocupan una extensión de 21.479 km². Por otro, lado, según BirdLife International, en Madagascar hay 84 áreas IBAs (Important Bird and Biodiversity Areas), de las que 17 están en peligro. En total, cubren una superficie de 5,840,853 ha. Además hay 7 EBAs (Endemic Bird Areas).

#### Parques nacionales
- Parque nacional de la Montaña de Ámbar, 182 km²
- Parque nacional de Andohahela
- Parque nacional de la Avenida de los Baobabs
- Parque nacional de Andasibe-Mantadia, 155 km²
- Parque nacional de Mananara-Norte, 230 km²
- Parque nacional de Ranomafana, 416 km²
- Parque nacional de Zahamena, 649 km²
- Parque nacional de Zombitse-Vohibasia, 363 km²
- Parque nacional Tsingy de Bemaraha, 723 km²
- Parque nacional de Andohahela, 760 km²
- Parque nacional de Midongy del Sur, 1922 km²
- Parque nacional de la Bahía de Baly, 571 km²
- Parque nacional de Kirindy Mitea, 722 km²
- Parque nacional de Masoala, 2.400 km²
- Parque nacional de Marojejy, 555 km²
- Parque nacional de Andringitra, 312 km²
- Parque nacional Isalo, 815 km²
- Parque nacional de Ankarafantsika, 1.350 km²
- Parque nacional del Tsingy de Namoroka, 222 km²
- Parque nacional de Tsimanampetsotsa, 456 km²

## Población y etnias de Madagascar

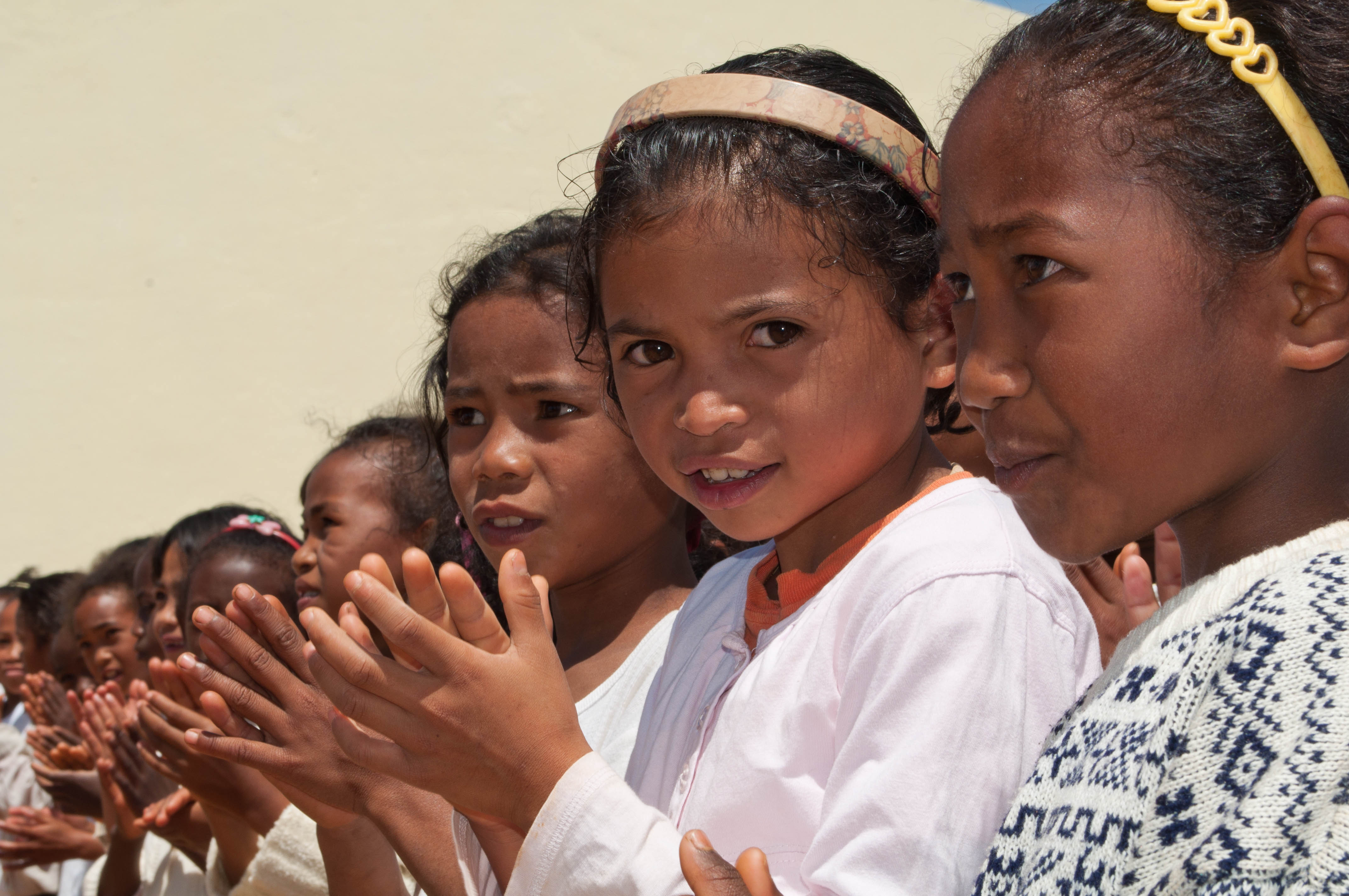
Niñas merina

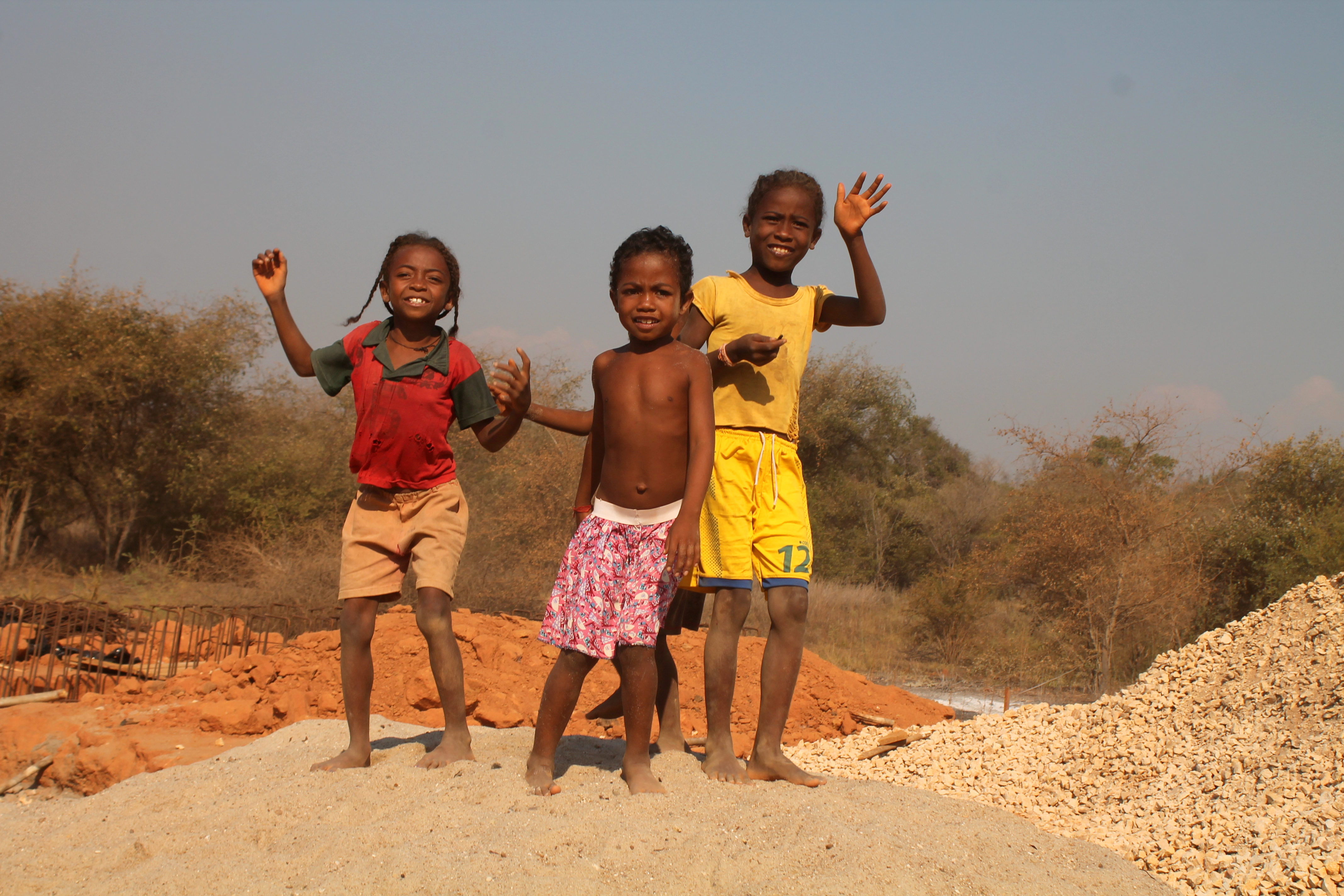
Niños sakalava

En Madagascar había, en 2021, en torno a 28.000.000 de habitantes. El país tiene una densidad de 48 hab/km². La esperanza de vida es de 68,21 años, con una mortalidad infantil de 23 niños por cada 1000 nacimientos y de 34,1 antes de los 5 años. La tasa de fertilidad es de 4,1 niños por mujer, con un crecimiento anual de la población del 2,68% y una media de edad de 19,6 años. Esta previsto que se alcancen los 50 millones de habitantes entre 2045 y 2050. La población urbana era en 2020 de 10.670.000 personas, el 38,5% de la población, con una sola ciudad con más de 1 millón de habitantes, Antananarivo, con 1,4 millones, seguida de Toamasina, con 206.373. Según datos de Naciones Unidas, el 43.41% de la población de Madagascar está malnutrida, unos 11,4 millones de personas.

#### Etnias
Más de nueve décimas partes de los habitantes de Madagascar son malgaches, un pueblo austronesio que habla alguna de las lenguas austronesias. Tradicionalmente, los malgaches se dividían en dos grupos: los habitantes de las tierras altas, y los de la costa, pero actualmente, esta división ha perdido valor y se cuentan unas 20 etnias diferentes. El grupo dominante serían los merina (24%), dispersos por toda la isla, pero sobre todo en las tierras altas (merina significa pueblo elevado). Le siguen los betsimisaraka (la inseparable multitud) (13,4%), que viven en el este, y los betsileo (la multitud invencible) (11,3%), que viven en la meseta, en torno a Fianarantsoa. Las demás etnias serían los tsimihety (7%), los sakalava (5,9%), los antandroy, los tanala, los antaimoro, los bara, los antankarana, los antambahoaka, los antefasy, los antesaka, los bezanozanos, los komoro, los sihanaka, los zafimaniry, los antanosy, los mahafaly y los vezo (uno de cuyos subgrupos son los sarodranos), además de los asiáticos.
La lengua principal es el idioma malgache, que se escribe con alfabeto latino y tiene numerosas variaciones locales.

## Véase también

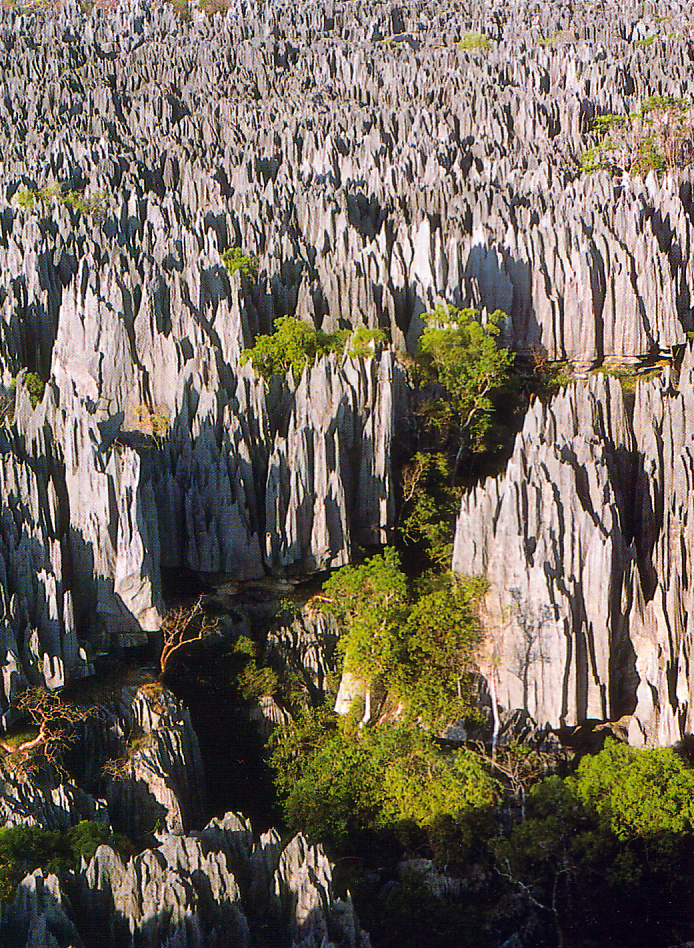
Parque nacional Tsingy de Bemaraha.
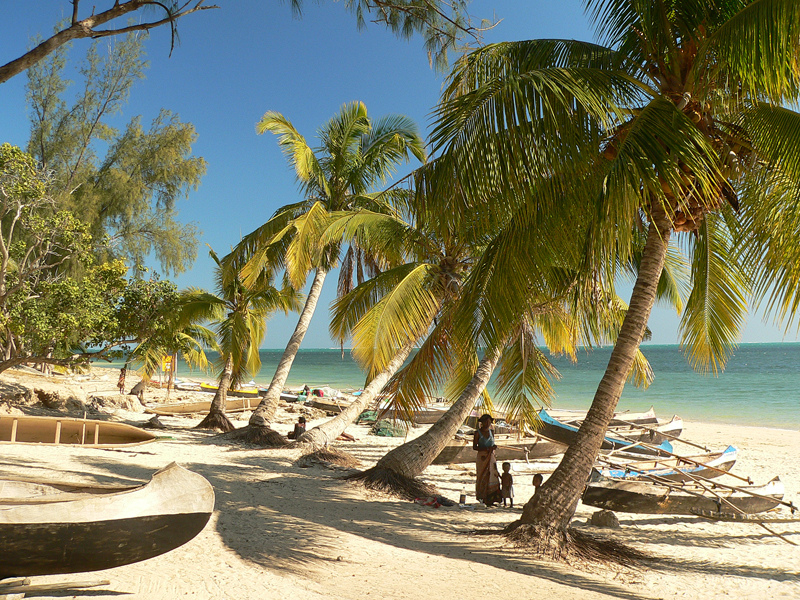
Playa de la costa oriental.
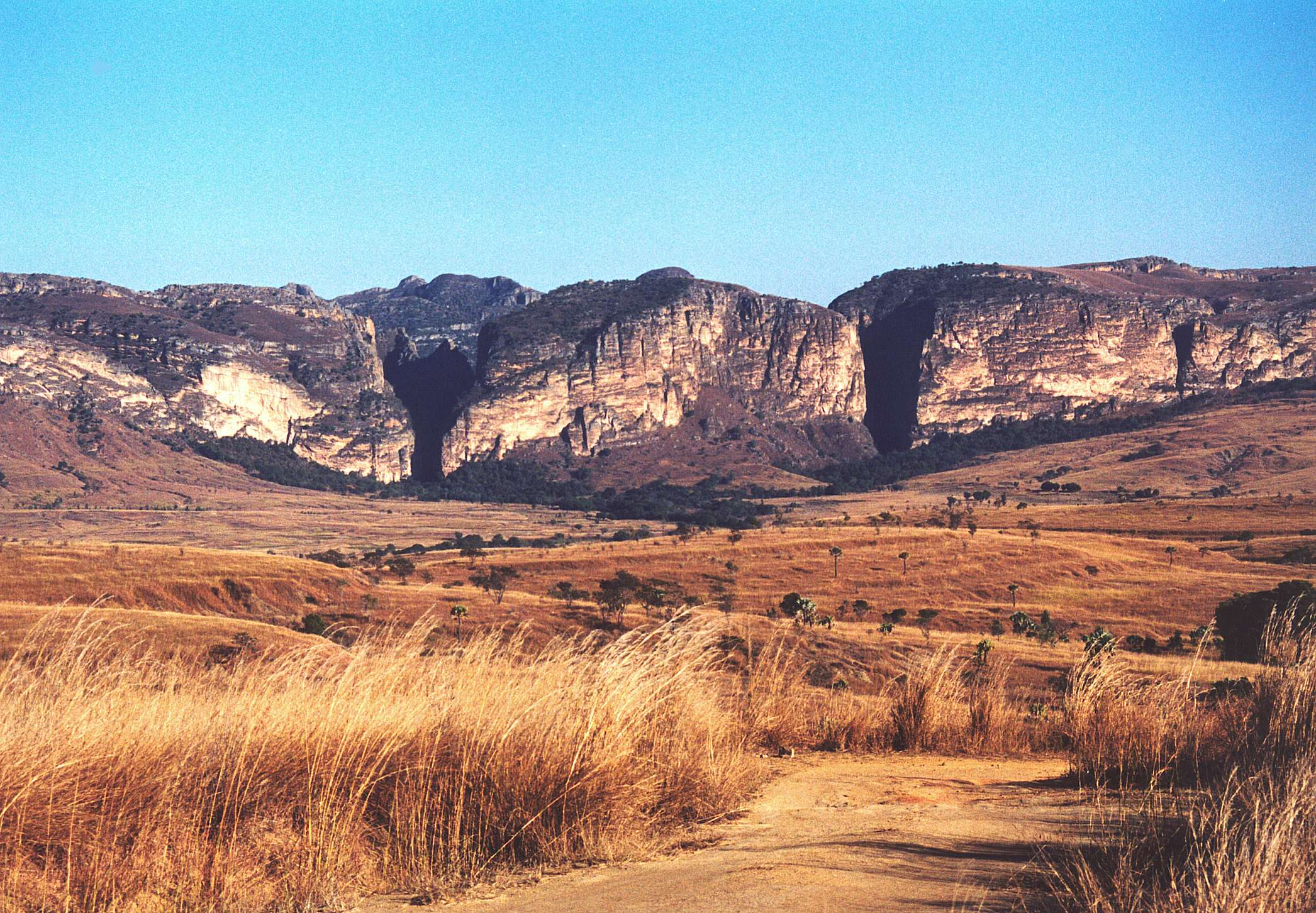
Parque nacional Isalo.
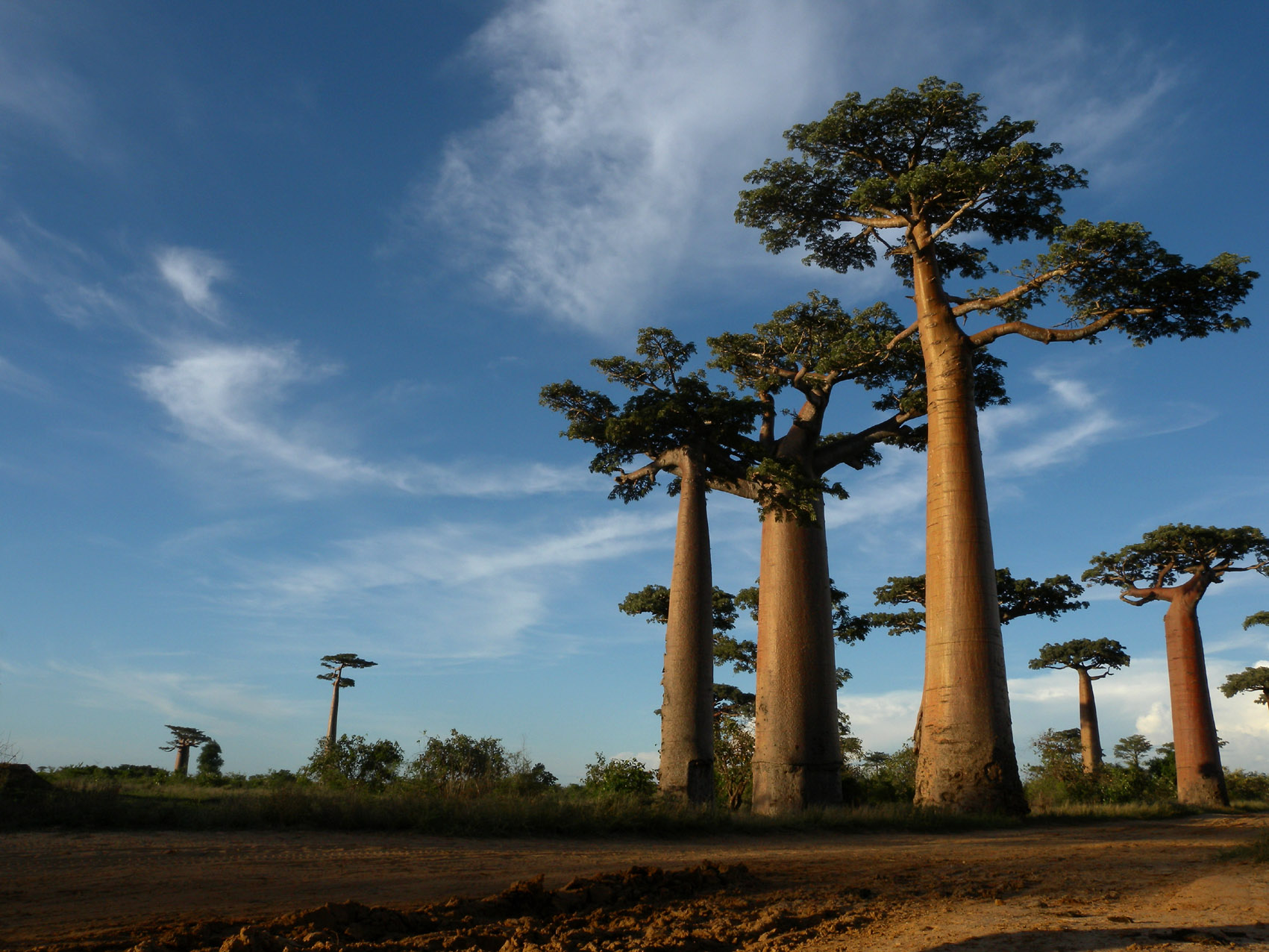
Avenida de los baobabs.
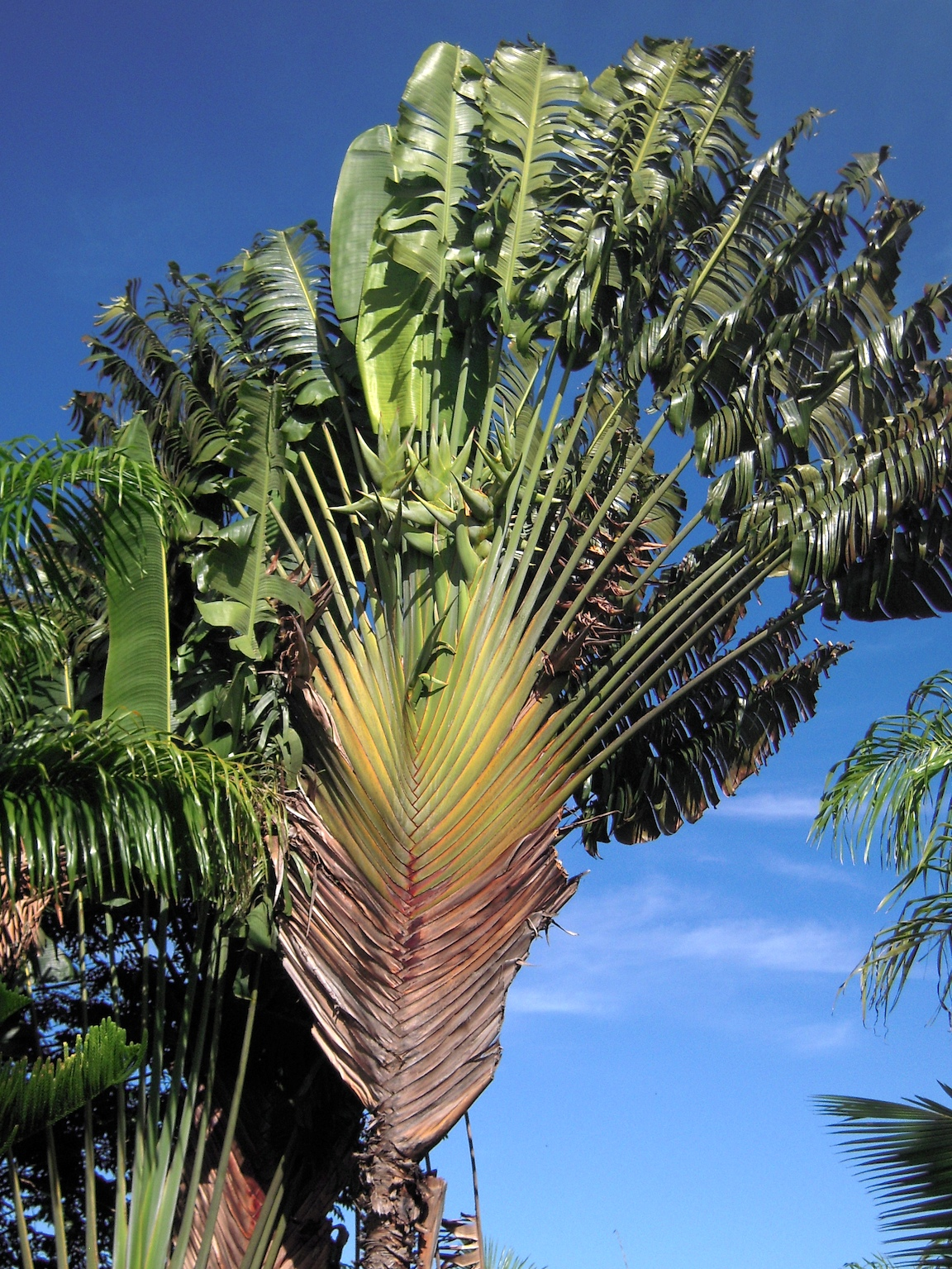
La palma del viajero es un icono del país.